# Климово (Липецкая область)
Климово — село Чаплыгинского района Липецкой области в составе Ломовского сельского поселения.

## История
Деревня Климова, что была преж сего за Ряжскими детьми боярскими: за Олфером Климовым с товарищи на реке на Больших Рясах под Слобоцким лугом и в нынешнем во (7)160 году июня 16 числа по ГДРву ЦРву и великого князя Алексея Михайловича всея Руси указу та Климова деревня из Ряжского уезду взята в Козловский уезд потому, что та деревня стала меж козловских сёл села Слобоцкого и села Ломового, а ряжские дети боярские, которые в той деревне были испомещены указал царь служить по Козлову.
— РГАДА. Ф. 1209. Оп. 1. Д. 1014.

Расположено на левом берегу Ягодной Рясы, в 3 км  северо-западнее райцентра Чаплыгин, близ старой Ряжской дороги. В качестве сельца упоминается в Ряжской писцовой книге в 1652 и 1653 годах, где оно описывается так: 
за Ряшены, за Алфером да за Уланком, да за Федькою Богдановыми детьми, да за племянником их, за Федькою Лукиным сыном, Климовыми, да за Алфером с братьями отца их, а за Федькою деда его Богданово поместье Климова часть сельца Климова, что была пустошь Дикое поле на реке на Больших Рясах под Слободским лесом, по обе стороны Больших Ряс меж Козловского рубежа и Ряшен - детей боярских Михаила Микульшина с товарищами, а по другую сторону Медьвежева боярака к Мостковым Рясам (Московская Ряса) сельцо без разделения за разными помещиками за Прокофьем Нерезным (или Нерязным) с товарищами; а в селе на общей земле часовня, где быть церкви Богоявления Господа Спаса нашего Иисуса Христа, а на церковной земле место дворовое попово, место дьячково, пономарево, место просвирницино; да к той же церкви дано по государеву указу и по челобитью всех помещиков, из примерной земли, пашни паханые две чети да дикого поля на пашню 18 чети, а всего - пашни паханые и дикого поля добрые земли 20 чети в поле, а в дву потомуж, сена по реке по Рясам 40 копен.
Когда вместо часовни поставлена была в с. Климове церковь, указаний не имеется. В 1789 году 4 июля, согласно прошению причта и прихожан, епископом Тамбовским и Пензенским Феофилом дана благословенная грамота на построение в с. Климове, вместо ветхой Богоявленской церкви, новой, также деревянной, в прежнее храмонаименование и на прежнем кладбище. Освящение новой церкви состоялось 6 ноября 1791 года. Существующая ныне в том селе каменная Богоявленская церковь окончена постройкой и освящена благочинным г. Раненбурга Дм. Левитовым 11 ноября 1879 года, соединённая с церковью каменная колокольня ещё не окончена. В состав прихода, кроме села с 51 двором, входят деревни: Жабина (Гвоздовка) в 1 вер., с 113 дв., Большое Петелино, выселившееся из с. Петелино (в 1 вер.) с 114 дв. и Малое Петелино, отделившееся от Б.Петелина в 1880 г. (в 1 вер.) с 34 дв., в коих в 1885 году числилось м.п. 1122, ж.п. 1191, в том числе 47 дв. последователей молоканской секты, в коих состоит м.п. 215, ж.п. 200. По штату 1873 г. в причте положены 1 свящ. и 1 псал.
Из священнослужителей означенной церкви известны:
Матвей Мартинов, род. в 1780 г.
Лукьян Иоаннов, упом. в 1789 г.
Пётр Михайлов род. 1800 г.
Никита Андреев Растегаевский род 8 мая 1815 г.
Иоанн Никитич Дунаев сост. с 30 окт. 1846 г.
Метрические книги Богоявленской церкви с.Климово находятся на хранении в Государственном архиве Липецкой области за период с 1885 по 1918 гг. Клировые ведомости церквей Раненбургского уезда предположительно находятся в Государственном архиве Рязанской области.

## Население
| 1859 | 1906 | 2009 | 2010 |
| ---- | ---- | ---- | ---- |
| 324  | ↗335 | ↘34  | ↗36  |